# Wereldkampioenschappen kunstschaatsen
De Wereldkampioenschappen kunstschaatsen is een jaarlijks terugkerend evenement dat door de Internationale Schaatsunie (ISU) wordt georganiseerd en bestaat uit vier toernooien in de categorieën mannen, vrouwen, paren en ijsdansen. De winnaars mogen zich wereldkampioen kunstschaatsen noemen in hun categorie. Dit evenement is het meest prestigieuze jaarlijkse evenement in de kunstschaatswereld. Doorgaans vindt het WK plaats in maart.
Andere door de ISU georganiseerde kampioenschappen zijn de WK kunstschaatsen junioren, de EK kunstschaatsen en het Viercontinentenkampioenschap (Afrika, Amerika, Azië en Oceanië). Het kunstschaatsen op de Olympische Spelen wordt onder auspiciën van het IOC door de ISU georganiseerd.

## Historie
Het eerste wereldkampioenschap kunstrijden werd in 1896 alleen voor mannen georganiseerd in Sint-Petersburg in toen nog het Keizerrijk Rusland. De vrouwen strijden vanaf 1906 jaarlijks om het wereldkampioenschap. De paren volgden twee jaar later in 1908. De ijsdansers strijden vanaf 1952 om de wereldtitel.
Tot en met 1939 werden de afzonderlijke kampioenschappen in afzonderlijke steden op verschillende data gehouden, al kwam het wel voor dat twee (17x) of alle drie de kampioenschappen (4x; in 1930, 1931, 1932 en 1936) tegelijkertijd in dezelfde stad werden gehouden. Vanaf 1947 werden de kampioenschappen altijd aan één stad toegewezen.
Geen kampioenschappen
Er werden geen kampioenschappen gehouden tijdens en direct na de Eerste Wereldoorlog (zeven jaar) en tijdens en direct na de Tweede Wereldoorlog (ook zeven jaar). In 1961 werden de kampioenschappen geannuleerd vanwege de vliegtuigcrash te Berg-Kampenhout bij Brussel op 15 februari, waarbij alle passagiers, waaronder de voltallige Amerikaanse delegatie voor het WK kunstschaatsen op weg naar Praag, om het leven kwamen. In het voorjaar van 2020 gingen de kampioenschappen niet door vanwege de coronapandemie.
De achttien kunstschaatsers die aan het WK van 1961 zouden deelnemen waren Bradley Lord (8e in 1959, 6e in 1960), Gregory Kelley (9e in 1960) en Douglas Ramsey bij de mannen, Laurence Owen (9e in 1960), Stephanie Westerfeld en Rhode Lee Michelson bij de vrouwen, Maribel Owen / Dudley Richards (6e in 1959, 10e in 1960), Ila Ray Hadley / Ray Hadley (12e in 1960) en Laurie Jean Hickox / William Holmes Hickox bij de paren, Larry Pierce (5e in 1960) met zijn nieuwe partner Diane Sherbloom, Roger Campbell (8e in 1960) met zijn nieuwe partner Dona Lee Carrier en Patricia Dineen / Robert Dineen bij het ijsdansen. Onder de zestien familieleden en begeleidende staf bevond zich Maribel Owen-Vinson, de moeder van Laurence en Maribel Owen en negenvoudig Amerikaans kampioene en OS (4e in 1928, 3e in 1932, 5e in 1936) en WK deelnemer (2e in 1928, 3e in 1930, 4e in 1931, 1932 en 5e in 1934).

## Deelname
Elk lid van de ISU mag een startplaats invullen per categorie. Landen die op het vorige wereldkampioenschap goed hebben gepresteerd mogen twee of, maximaal, drie startplaatsen invullen. Wanneer een land in het voorgaande jaar een startplaats innam en in de top twee eindigde mag het drie startplaatsen invullen, met een top tien plaats mag het land het jaar erop twee startplaatsen invullen. Wanneer een land in het voorgaande jaar twee startplaatsen innam en de optelsom van beide klasseringen 13 punten of lager is dan mag het land het jaar erop drie startplaatsen invullen, is de optelsom van beide klasseringen 28 punten of lager dan mag het land het jaar erop weer twee startplaatsen invullen, is de optelsom van beide klasseringen hoger dan 28 punten dan mag het land het jaar erop maar een startplaats invullen. Bij drie startplaatsen geldt de optelsom van de twee hoogst geklasseerde deelnemers. De punten worden als volgt toegekend: alleen voorronde 20 punten; alleen korte kür 18 punten; plaatsen vanaf plaats 16 in vrije kür 16 punten, en de plaatsen 1 t/m 15 ook 1 t/m 15 punten.
Om deel te kunnen nemen moet de deelnemer/deelneemster op 1 juli voorafgaand aan het kampioenschap minimaal vijftien jaar oud zijn.
Vanwege het grote aantal deelnemers werden de wedstrijden in 2011 en 2012 zo nodig voorafgegaan door een kwalificatie (welke niet tot de officiële wedstrijd behoorde). Hiervan kwalificeerden de besten zich met de direct geplaatsten in de verschillende categorieën. In de individuele categorieën streden 30 deelnemers in de korte kür voor 24 plaatsen in de vrije kür. Bij het paarrijden streden 20 paren in de korte kür voor 16 plaatsen in de vrije kür en bij het ijsdansen streden 25 paren in de korte kür voor 20 plaatsen in de vrije kür.

## Belgische deelnemers
kk = alleen korte kür, kw = alleen kwalificatie, tzt = trok zich terug

### Mannen
|                        | AD | Jaar van deelname (klassering)                                                                                       |
| ---------------------- | -- | --- |
| Robert Van Zeebroeck   | 02 | 1926 (7), 1938 (9)                                                                                                   |
| Freddy Mesot           | 02 | 1936 (10), 1937 (8)                                                                                                  |
| Fernand Leemans        | 01 | 1948 (11) |
| Eric Krol              | 02 | 1980 (20), 1982 (28)                                                                                                 |
| Alexandre Geers        | 04 | 1988 (kk), 1989 (kk), 1990 (kk), 1991 (kk)                                                                           |
| Matthew Van der Broeck | 01 | 1997 (kw) |
| Kevin Van der Perren   | 11 | 2000 (kk), 2001 (kk), 2002 (14), 2003 (19), 2004 (14), 2005 (8), 2008 (6), 2009 (14), 2010 (8), 2011 (17), 2012 (15) |
| Jorik Hendrickx        | 05 | 2011 (19), 2013 (19), 2014 (17), 2016 (16), 2017 (21)                                                                |

### Vrouwen
|                         | AD | Jaar van deelname (klassering)                    |
| ----------------------- | -- | ------------------------------------------------- |
| Yvonne De Ligne-Geurts  | 05 | 1929 (5), 1931 (8), 1932 (6), 1933 (8), 1936 (11) |
| Liliane De Becker       | 01 | 1952 (21)                                         |
| Nicole Vanderberghe     | 01 | 1952 (22)                                         |
| Christine Van der Putte | 01 | 1964 (21)                                         |
| Editha Dotson           | 01 | 1981 (22)                                         |
| Katrien Pauwels         | 04 | 1982 (30), 1983 (15), 1984 (15), 1986 (14)        |
| Sandy Suy               | 01 | 1989 (tzt)                                        |
| Sandrine Goes           | 01 | 1990 (kk)                                         |
| Isabelle Balhan         | 01 | 1991 (kk)                                         |
| Alice Sue Claeys        | 03 | 1992 (7), 1993 (tzt), 1994 (19)                   |
| Patricia Ferriot        | 01 | 1997 (kw)                                         |
| Ellen Mareels           | 01 | 2000 (kw)                                         |
| Nathalie Hoste          | 02 | 2001 (kw), 2002 (kk)                              |
| Sara Falotico           | 03 | 2003 (kk), 2004 (28), 2005 (26)                   |
| Isabelle Pieman         | 04 | 2007 (34), 2009 (40), 2010 (tzt), 2012 (26)       |
| Barbara Klerk           | 01 | 2008 (43)                                         |
| Ira Vannut              | 01 | 2011 (19)                                         |
| Kaat Van Daele          | 02 | 2013 (28), 2014 (28)                              |
| Loena Hendrickx         | 05 | 2017 (15), 2018 (9), 2019 (12), 2021 (5), 2022    |

### Paren
|                                       | AD | Jaar van deelname (klassering) |
| ------------------------------------- | -- | ------------------------------ |
| Micheline Lannoy Pierre Baugniet      | 02 | 1947 , 1948                    |
| Suzanne Diskeuve Edmond Verbustel     | 01 | 1947                           |
| Suzanne Gheldolf Jacques Renard       | 02 | 1949 (11), 1950 (5)            |
| Liliane De Becker Edmond Verbustel    | 01 | 1950 (7)                       |
| Charlotte Michiels Gaston Van Ghelder | 01 | 1953 (10)                      |

### IJsdansen
|                                  | AD | Jaar van deelname (klassering) |
| -------------------------------- | -- | ------------------------------ |
| Karen Mankovich Jan Tack         | 01 | 1981 (19)                      |
| Lucine Chakmakjian Corey Papaige | 01 | 1997 (kk)                      |

## Nederlandse deelnemers
kk = alleen korte kür, kw = alleen kwalificatie, tzt = trok zich terug

### Mannen
|                 | AD | Jaar van deelname (klassering) |
| --------------- | -- | ------------------------------ |
| Wouter Toledo   | 02 | 1963 (19), 1964 (19)           |
| Ed van Campen   | 01 | 1982 (29)                      |
| Alcuin Schulten | 01 | 1990 (kk)                      |
| Marcus Deen     | 01 | 1993 (kk)                      |

### Vrouwen
|                            | AD | Jaar van deelname (klassering)                                                 |
| -------------------------- | -- | ------------------------------------------------------------------------------ |
| Alida Elisabeth Stoppelman | 03 | 1951 (22), 1952 (17), 1953 (19)                                                |
| Joan Haanappel             | 06 | 1955 (15), 1956 (11), 1957 (13), 1958 (8), 1959 (tzt), 1960 (5)                |
| Sjoukje Dijkstra           | 09 | 1955 (21), 1956 (13), 1957 (12), 1958 (16), · 1959 , 1960 , 1962 , 1963 , 1964 |
| Dianne de Leeuw            | 05 | 1972 (17), 1973 (15), 1974 , 1975 , 1976                                       |
| Anne-Marie Verlaan         | 01 | 1975 (26)                                                                      |
| Sophie Verlaan             | 01 | 1975 (27)                                                                      |
| Astrid Jansen in de Wal    | 02 | 1978 (18), 1979 (23)                                                           |
| Rudina Pasveer             | 02 | 1980 (25), 1981 (25)                                                           |
| Li Scha Wang               | 02 | 1982 (29), 1983 (22)                                                           |
| Marion Krijgsman           | 04 | 1991 (kk), 1992 (kk), 1999 (kw), 2000 (kk)                                     |
| Monique van der Velden     | 02 | 1993 (kk), 1995 (kk)                                                           |
| Karen Venhuizen            | 03 | 2001 (22), 2004 (kw), 2005 (24)                                                |
| Manouk Gijsman             | 01 | 2010 (24)                                                                      |
| Niki Wories                | 02 | 2015 (32), 2016 (22)                                                           |
| Kyarha van Tiel            | 01 | 2019 (40)                                                                      |
| Lindsay van Zundert        | 01 | 2021 (16)                                                                      |

### Paren
|                             | AD | Jaar van deelname (klassering) |
| --------------------------- | -- | ------------------------------ |
| Daria Danilova Michel Tsiba | 01 | 2021 (22)                      |

### IJsdansen
|                                    | AD | Jaar van deelname (klassering)                       |
| ---------------------------------- | -- | ---------------------------------------------------- |
| Lydia Boon Adrian van Dam          | 02 | 1952 (5), 1953 (6)                                   |
| Catharina Odink Jacobus Odink      | 05 | 1952 (7), 1953 (10), 1955 (12), 1956 (14), 1958 (11) |
| Jopie Wolff Nico Wolff             | 01 | 1964 (16)                                            |
| Marianne van Bommel Wayne Deweyert | 04 | 1981 (20), 1982 (16), 1983 (15), 1984 (14)           |
| Chelsea Verhaegh Sherim van Geffen | 01 | 2021 (29)                                            |

## Toekomstige toernooien
WK 2022
In 2022 vinden de kampioenschappen plaats in Montpellier, Frankrijk.
Extra startplaatsen
De volgende landen hebben extra startplaatsen verdiend voor het WK van 2022, gebaseerd op de resultaten op het WK van 2021:
| Startplaatsen | Mannen                             | Vrouwen                        | Paren                                | IJsdansen                       |
| ------------- | ---------------------------------- | ------------------------------ | ------------------------------------ | ------------------------------- |
| 3             | Japan Rusland Verenigde Staten     | Japan Rusland Verenigde Staten | China Rusland                        | Canada Rusland Verenigde Staten |
| 2             | Canada Frankrijk Italië Zuid-Korea | België Oostenrijk Zuid-Korea   | Canada Italië Japan Verenigde Staten | Italië Verenigd Koninkrijk      |

WK 2023
In 2023 vinden de kampioenschappen in Saitama, Japan plaats.
Medaillewinnaars

Mannen · 
Vrouwen ·
Paren · 
IJsdansen

 Toernooi

1896 · 
1897 · 
1898 · 
1899 · 
1900 · 
1901 · 
1902 · 
1903 · 
1904 · 
1905 · 
1906 · 
1907 · 
1908 · 
1909 · 
1910 · 
1911 · 
1912 · 
1913 · 
1914 · 
1915-1921 · 
1922 · 
1923 · 
1924 · 
1925 · 
1926 · 
1927 · 
1928 · 
1929 · 
1930 · 
1931 · 
1932 · 
1933 · 
1934 · 
1935 · 
1936 · 
1937 · 
1938 · 
1939 ·
1940-1946 · 
1947 · 
1948 · 
1949 · 
1950 · 
1951 · 
1952 · 
1953 · 
1954 · 
1955 · 
1956 · 
1957 · 
1958 · 
1959 · 
1960 · 
1961 · 
1962 · 
1963 · 
1964 · 
1965 · 
1966 · 
1967 · 
1968 · 
1969 · 
1970 · 
1971 · 
1972 · 
1973 · 
1974 · 
1975 · 
1976 · 
1977 · 
1978 · 
1979 · 
1980 · 
1981 · 
1982 · 
1983 · 
1984 · 
1985 · 
1986 · 
1987 · 
1988 · 
1989 · 
1990 · 
1991 · 
1992 · 
1993 · 
1994 · 
1995 ·
1996 · 
1997 · 
1998 · 
1999 · 
2000 · 
2001 · 
2002 · 
2003 · 
2004 · 
2005 · 
2006 ·
2007 ·
2008 ·
2009 ·
2010 ·
2011 ·
2012 ·
2013 ·
2014 ·
2015 ·
2016 ·
2017 ·
2018 ·
2019 · 
2020 · 
2021 ·
2022 ·
2023 ·
2024

 ISU-kampioenschappen

WK kunstschaatsen junioren ·
EK kunstschaatsen ·
Viercontinentenkampioenschap ·
Olympische Spelen
Alpineskiën ·
Biatlon ·
Bobsleeën ·
Curling (mannen/vrouwen/gemengd/gemengddubbel) ·
Freestyleskiën ·
IJshockey ·
Kunstschaatsen ·
Langlaufen ·
Noordse combinatie ·
Rodelen ·
Schaatsen (allround mannen/allround vrouwen/sprint mannen/sprint vrouwen/afstanden mannen/afstanden vrouwen) ·
Schansspringen ·
Shorttrack ·
Skeleton ·
Snowboarden